# Vische
Vische (piemontesisch Vüsché) ist eine Gemeinde in der italienischen Metropolitanstadt Turin (TO), Region Piemont.

## Lage und Einwohner
Vische liegt rund 40 km nordöstlich von Turin zwischen der Dora Baltea und dem Lago di Candia. Der Ort liegt auf einer Höhe von 235 m über dem Meeresspiegel. Das Gemeindegebiet umfasst eine Fläche von 16 km² und hat 1179 Einwohner (Stand 31. Dezember 2023). Die Gemeinde besteht aus den Ortsteilen Pratoferro, Viscano und Vische. 
Die Nachbargemeinden sind Strambino, Vestignè, Borgomasino, Candia Canavese, Moncrivello, Mazzè und Villareggia.

## Geschichte

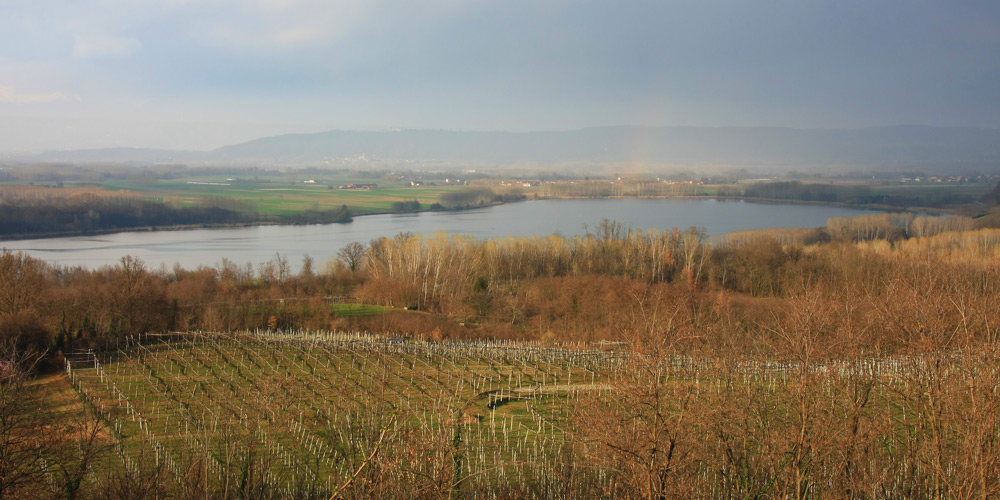
Lago di Candia

Die Etymologie des Toponyms ist unklar. Einigen zufolge leitet es sich vom germanischen Begriff „wiscum“, „guiscum“, ab, was „viskos“ bedeutet. Diese Hypothese ist jedoch angesichts der mittelalterlichen Zeugnisse, die sich auf weibliche Pluralformen beziehen, nicht überzeugend. Die ersten Nachrichten über ihre Existenz stammen aus dem Jahr 1003. Sie war im Besitz des Bischofs von Ivrea und blieb über zwei Jahrhunderte lang unter der Kontrolle der Kirche von Ivrea. 
Im 14. Jahrhundert kam es zu blutigen Schlachten, in denen sich die Savoyer-Achaia und die Markgrafen von Monferrato gegenüberstanden und Plünderungen und Verwüstungen erlitten. Erst am Ende des 16. Jahrhunderts erlebte es dank der Familie Birago, die bis zum Ende des 19. Jahrhunderts die Gerichtsbarkeit innehatte, eine Phase der politischen Stabilität und des wirtschaftlichen Aufschwungs. Seine weitere Geschichte weist keine besonders wichtigen Ereignisse auf. 
Zu den historisch-architektonischen Zeugnissen gehört das Schloss, das 1566 von Graf Lorenzo di San Martino auf den Fundamenten der alten mittelalterlichen Festung wieder aufgebaut wurde, die während des französisch-habsburgischen Konflikts im 16. Jahrhundert zerstört wurde; die im Schlosspark gelegene Kapelle der Heiligen Paulus und Johannes aus dem Jahr 1725 und die Kirche der Bruderschaft Corpus Domini und Santa Marta, die 1756 im Auftrag des Marquis Ludovico Birago erbaut wurde, und die Pfarrkirche San Bartolomeo, die Ende des 16. Jahrhunderts renoviert wurde. Unter den Zivilgebäuden stechen folgende hervor. Die Villa Fornaca-Lobetti Bodoni mit ihrer eleganten und eleganten neoklassizistischen Fassade und die Cascina Luisina, ein typisches Beispiel für ein ländliches Gebäude.
1765 wurde eine Porzellanfabrik als Unternehmen gegründet. Mehrheitsaktionär war Graf Ludovico Birago, der ihm die Räumlichkeiten seines Vische-Anwesens sowie die von ihm erlernte geheime Farbformel zur Verfügung stellte. Die anderen Gesellschafter, darunter Giovanni Vittorio Brodel, investierten das Kapital. Da die Rechte der Rossetti-Manufaktur erloschen waren, erhielt das Unternehmen von König Karl Emanuel III. für zwanzig Jahre das Recht auf Porzellan im Königreich Sardinien. Das Fertigungspersonal bestand aus einem Direktor, einem Maler, zwei Modelleuren, zwei Drechslern und zwölf Arbeitern. Obwohl die Produktion von guter Qualität war, war die Fabrik nur von kurzer Dauer und wurde 1768 wegen Schulden geschlossen.